# Кубок СРСР з футболу 1974
Кубок СРСР з футболу 1974 — 33-й розіграш кубкового футбольного турніру в СРСР. Володарем Кубка вчетверте став клуб «Динамо» (Київ).

## 1/32 фіналу
| Команда 1             | Рахунок | Команда 2                  | 1 матч | 2 матч |
| --------------------- | ------- | -------------------------- | ------ | ------ |
| Памір (Душанбе)       | 2:1     | Уралмаш (Свердловськ)      | 0:0    | 2:1    |
| Кубань (Краснодар)    | 1:3     | Спартак (Івано-Франківськ) | 1:1    | 0:2    |
| Будівельник (Ашхабад) | 1:2     | Спартак (Нальчик)          | 0:1    | 1:1    |
| Крила Рад (Куйбишев)  | 2:1     | Спартак (Орджонікідзе)     | 2:0    | 0:1    |
| Таврія (Сімферополь)  | 5:4     | Кузбас (Кемерово)          | 2:2    | 3:2    |
| Зірка (Перм)          | 1:4     | Текстильник (Іваново)      | 1:1    | 0:3    |
| Торпедо (Кутаїсі)     | 2:2 (ч) | Шинник (Ярославль)         | 2:1    | 0:1    |

## 1/16 фіналу
| Команда 1                | Рахунок | Команда 2                  | 1 матч | 2 матч |
| ------------------------ | ------- | -------------------------- | ------ | ------ |
| Динамо (Мінськ)          | 3:3 (ч) | Зоря (Ворошиловград)       | 1:3    | 2:0    |
| ЦСКА (Москва)            | 2:0     | Спартак (Нальчик)          | 0:0    | 2:0    |
| Шинник (Ярославль)       | 1:2     | Арарат (Єреван)            | 0:0    | 1:2    |
| Металург (Липецьк)       | 0:1     | Динамо (Москва)            | 0:0    | 0:1    |
| Памір (Душанбе)          | 2:4     | Динамо (Тбілісі)           | 1:1    | 1:3    |
| Таврія (Сімферополь)     | 2:2     | Кайрат (Алма-Ата)          | 2:1    | 0:1    |
| Дніпро (Дніпропетровськ) | 5:1     | Крила Рад (Куйбишев)       | 5:0    | 0:1    |
| Шахтар (Донецьк)         | 2:1     | Локомотив (Москва)         | 2:1    | 0:0    |
| Нефтчі (Баку)            | 4:2     | Пахтакор (Ташкент)         | 3:0    | 1:2    |
| Карпати (Львів)          | 1:2     | СКА (Ростов-на-Дону)       | 1:0    | 0:2 дч |
| Металург (Запоріжжя)     | 0:2     | Торпедо (Москва)           | 0:0    | 0:2    |
| Ністру (Кишинів)         | 0:3     | Чорноморець (Одеса)        | 0:0    | 0:3    |
| Зеніт (Ленінград)        | 3:0     | Спартак (Івано-Франківськ) | 2:0    | 1:0    |
| Текстильник (Іваново)    | 0:3     | Спартак (Москва)           | 0:1    | 0:2    |

## 1/8 фіналу
| Команда 1                | Рахунок | Команда 2            | 1 матч | 2 матч             |
| ------------------------ | ------- | -------------------- | ------ | ------------------ |
| Чорноморець (Одеса)      | 1:4     | Динамо (Тбілісі)     | 0:2    | 1:2                |
| Кайрат (Алма-Ата)        | 2:7     | Зоря (Ворошиловград) | 2:3    | 0:4                |
| Динамо (Москва)          | 5:2     | Зеніт (Ленінград)    | 3:1    | 2:1                |
| Арарат (Єреван)          | 3:1     | Нефтчі (Баку)        | 2:0    | 1:1                |
| Шахтар (Донецьк)         | 4:0     | СКА (Ростов-на-Дону) | 2:0    | 2:0                |
| Торпедо (Москва)         | 0:0     | Спартак (Москва)     | 0:0    | 0:0 дч, (пен. 6:7) |
| Дніпро (Дніпропетровськ) | 2:1     | ЦСКА (Москва)        | 1:0    | 1:1                |

## 1/4 фіналу
| Команда 1                | Рахунок | Команда 2            | 1 матч | 2 матч             |
| ------------------------ | ------- | -------------------- | ------ | ------------------ |
| Дніпро (Дніпропетровськ) | 3:5     | Динамо (Київ)        | 2:3    | 1:2                |
| Динамо (Тбілісі)         | 2:2     | Динамо (Москва)      | 2:0    | 0:2 дч, (пен. 4:3) |
| Спартак (Москва)         | 0:1     | Зоря (Ворошиловград) | 0:0    | 0:1                |
| Арарат (Єреван)          | 2:4     | Шахтар (Донецьк)     | 2:1    | 0:3                |

## Півфінали
| Команда 1            | Рахунок | Команда 2        | 1 матч | 2 матч |
| -------------------- | ------- | ---------------- | ------ | ------ |
| Динамо (Київ)        | 1:0     | Динамо (Тбілісі) | 1:0    | 0:0    |
| Зоря (Ворошиловград) | 4:4     | Шахтар (Донецьк) | 2:1    | 2:3    |

## Фінал
| 10 серпня 1974 18:00 |

| «Динамо» (Київ)                      | 3 – 0    | «Зоря» |
| ------------------------------------ | -------- | ------ |
| Мунтян 92' Блохін 102' Онищенко 118' | Протокол |        |

| Центральний стадіон (Москва) Глядачів: 60 000 Арбітр: В. Ліпатов (Москва) |